# Stanisław Postnikow
Stanisław Iwanowicz Postnikow (ros. Станисла́в Ива́нович По́стников, ur. 20 grudnia 1928 w Makariewie, zm. 8 maja 2012 w Moskwie) – radziecki dowódca wojskowy, generał armii.

## Życiorys
W 1951 ukończył Szujską Szkołę Piechoty i został dowódcą plutonu w Kirowie, 1954 skończył kursy doskonalenia kadry oficerskiej zwiadu  i został dowódcą kompanii zwiadu, potem szefem zwiadu pułku zmechanizowanego w obwodzie orenburskim. Od 1957 należał do KPZR. W 1961 ukończył Akademię Wojskową im. Frunzego i  służył w Turkiestańskim Okręgu Wojskowym na stanowiskach dowódcy batalionu, szef sztabu i dowódca pułku. W  1969 po ukończeniu Akademii Sztabu Generalnego Sił Zbrojnych ZSRR im. Woroszyłowa  został dowódcą dywizji w Odeskim Okręgu Wojskowym. Później został przeniesiony do Grupy Wojsk Radzieckich w Niemczech, następnie został szefem sztabu – zastępcą dowódcy Północnej Grupy Wojsk stacjonującej w Polsce, potem dowodził 7 Armią Gwardii w Zabajkalskim Okręgu Wojskowym. Od 1979 był szefem sztabu – I zastępcą dowódcy wojsk Kijowskiego Okręgu Wojskowego, w latach 1979-1980 dowodził wojskami Północnokaukaskiego Okręgu Wojskowego, w latach 1980-1984 Nadbałtyckiego Okręgu Wojskowego, a w latach 1984-1987 Zabajkalskiego Okręgu Wojskowego. W 1986 mianowany do  stopnia generała armii, w roku 1987 został I zastępcą głównodowodzącego Wojskami Lądowymi ZSRR. W latach 1988–1993 był głównodowodzącym Wojskami Kierunku Zachodniego. Od 23 lutego 1981 do 2 lipca 1990 był członkiem Centralnej Komisji Rewizyjnej KPZR. Deputowany do Rady Najwyższej ZSRR 11 kadencji, deputowany ludowy ZSRR.

## Odznaczenia
- Order Czerwonego Sztandaru
- Order Kutuzowa I klasy
- Order „Za służbę Ojczyźnie w Siłach Zbrojnych ZSRR” II klasy
- Order „Za służbę Ojczyźnie w Siłach Zbrojnych ZSRR” III klasy

I wiele medali.